# Jesse Spencer

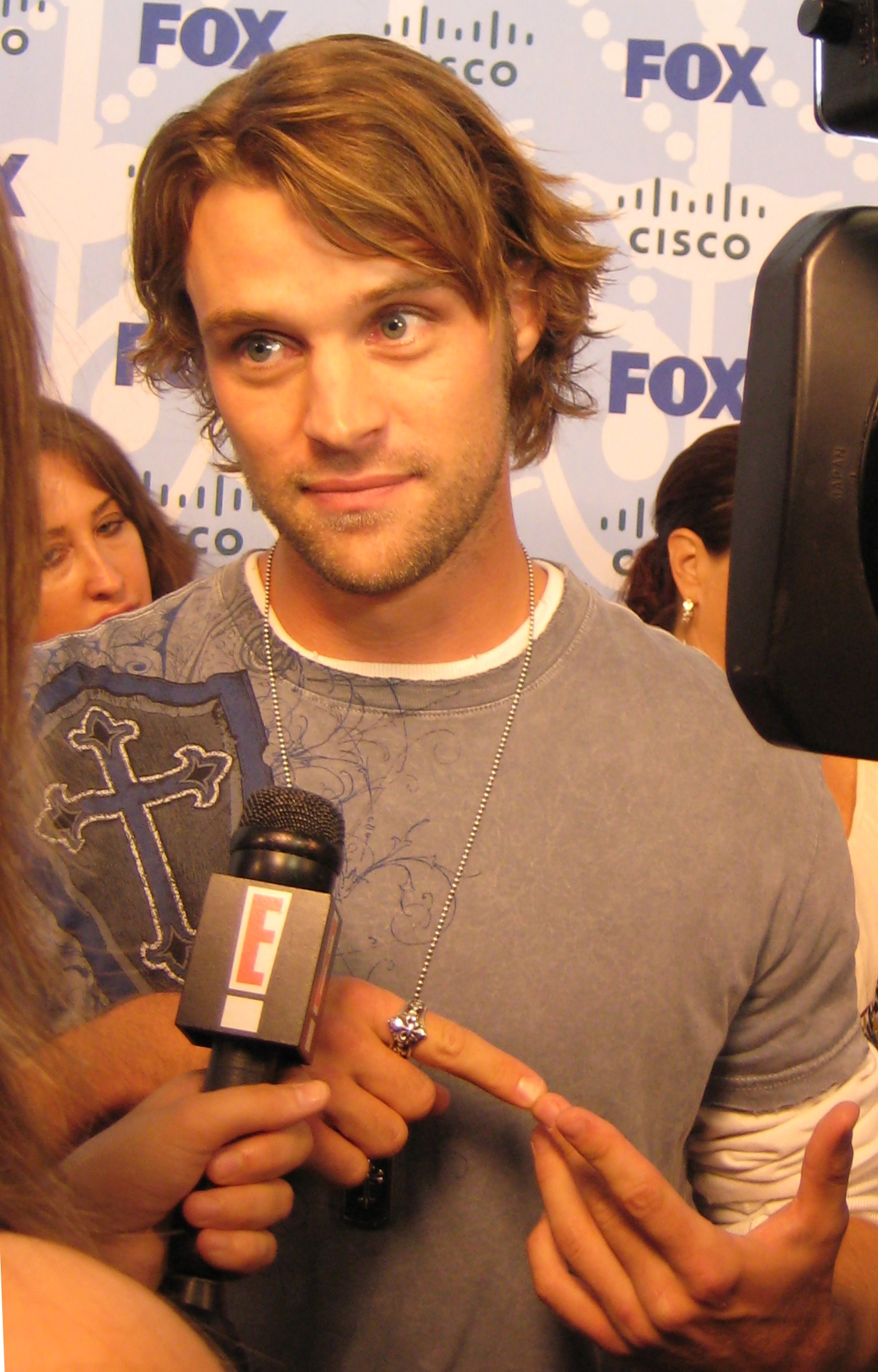
Jesse Spencer

Jesse Spencer, född 12 februari 1979 i Melbourne, är en australisk-amerikansk skådespelare mest känd för rollen som dr. Robert Chase i TV-serien House. Han har också bland annat spelat i filmerna Uptown Girls och Swimming Upstream.
Han har spelat Matt Casey i tv-serien Chicago Fire sedan 2012. Han spelar även samma roll i spinoffserien Chicago P.D.